# Neochórion (ort i Grekland, Västra Grekland, Nomós Aitolías kai Akarnanías)
Neochórion (Neochori) är en ort i Grekland.   Den ligger i prefekturen Nomós Aitolías kai Akarnanías och regionen Västra Grekland, i den centrala delen av landet, 220 km väster om huvudstaden Aten. Neochórion ligger 5 meter över havet och antalet invånare är 2 827.
Terrängen runt Neochórion är platt. Havet är nära Neochórion åt sydost. Närmaste större samhälle är Mesolóngi, 14,1 km öster om Neochórion. 